# فيروسات عقدية
فيروسات عقدية (بالإنجليزية: Nodaviridae)‏ هي فصيلة من الفيروسات الاٍيجابية ذات الرنا أحادي السلسلة المكون من 4500 نوكليوتيد، تضم هذه الفصيلة جنسين:
- فيروس عقدي ألفا
- فيروس عقدي بيتا

## وصلات خارجية
- الفيروسات العقدية من موقع نطاق فيروسي

1. 1 2  International Committee on Taxonomy of Viruses, ed. (30 Jun 2014), ICTV Master Species List 2013 v2 (بالإنجليزية), QID:Q18810383
2. 1 2  International Committee on Taxonomy of Viruses, ed. (12 Jun 2015), ICTV Master Species List 2014 v4 (بالإنجليزية), QID:Q24716610